# L'ultima carovana (film 1931)
L'ultima carovana (Fighting Caravans) è un film del 1931 diretto da Otto Brower e David Burton, tratto dal romanzo Carovane combattenti di Zane Grey.
È stato riedito in Italia nel 1953 col titolo Il fuciliere del deserto con un nuovo doppiaggio.

## Trama
Durante la Guerra di Secessione americana, i territori dell'ovest, recentemente colonizzati, hanno estremo bisogno di rifornimenti. Le ferrovie non sono ancora arrivate, la navigazione è pressoché cessata a causa della guerra ed il compito di effettuare questi rifornimenti è necessariamente disimpegnato dai carri dei pionieri che si riuniscono in convogli per affrontare insieme i pericoli del difficile viaggio verso la California.